# IC 4291
IC 4291 ist ein offener Sternhaufen vom Trumpler-Typ II2p im Sternbild Zentaur, der eine scheinbare Helligkeit von 9,7 mag hat. Das Objekt wurde im Jahr 1901 von Robert Innes entdeckt.